# 擴散性思考

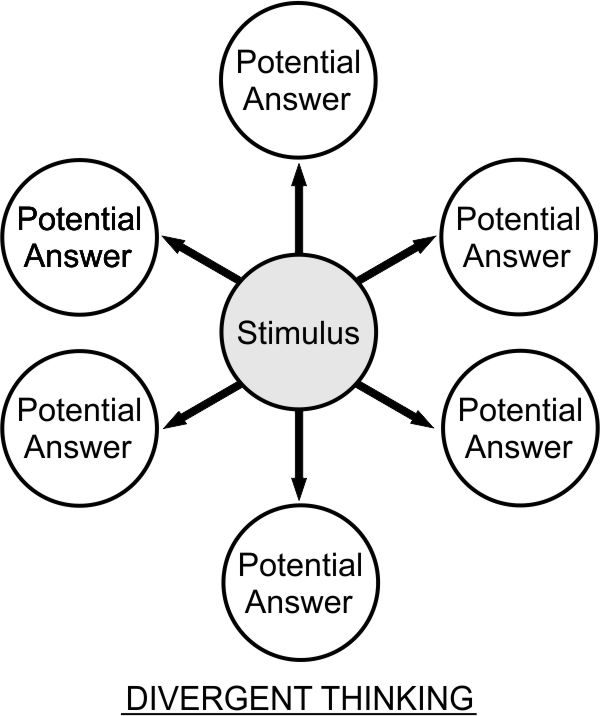
擴散性思考的特點

擴散性思考（Divergent thinking）是一種思考的過程及方法，透過討論許多可能的處理方式，可以得到有創意的概念。擴散性思考一般是以自發性、非線性思維的方式進行，因此許多的概念可能在一些新的認知方式下出現了。在進行中，會在短時間內討論許多可行的作法，並可能在各作法中發現有意料之外的關聯性。在擴散性思考後，會再用聚斂性思考針對概念及資訊再整理及組織，會依照一些合理可行的步驟，整理出一個處理方式，有時可能就是正確的做法。
心理學家乔伊·保罗·吉尔福特在1956年首次提出聚斂性思考（convergent thinking）及擴散性思考的概念。

## 活動
可以促進擴散性思考的活動有：建立問題列表、留時間思考或冥想、腦力激盪法、subject mapping、畫概念图、旅行、玩桌上的角色扮演遊戲、製作藝術品以及自由寫作。自由寫作時，可以專注一個主題，在短時間內以意識流的方式，持續不停的寫作。

## 外部連結
- "Changing (Education) Paradigms" （页面存档备份，存于） by Sir Ken Robinson - video animation by the Royal Society of Arts
- Divergent Thinking in Psychology: Definition, Examples and Quiz （页面存档备份，存于）
- Fuel Creativity in the Classroom with Divergent Thinking （页面存档备份，存于）
- What Type of Thinker Are You?   When you get stuck in convergent thinking, you miss possibilities open to you